# 춘분대제

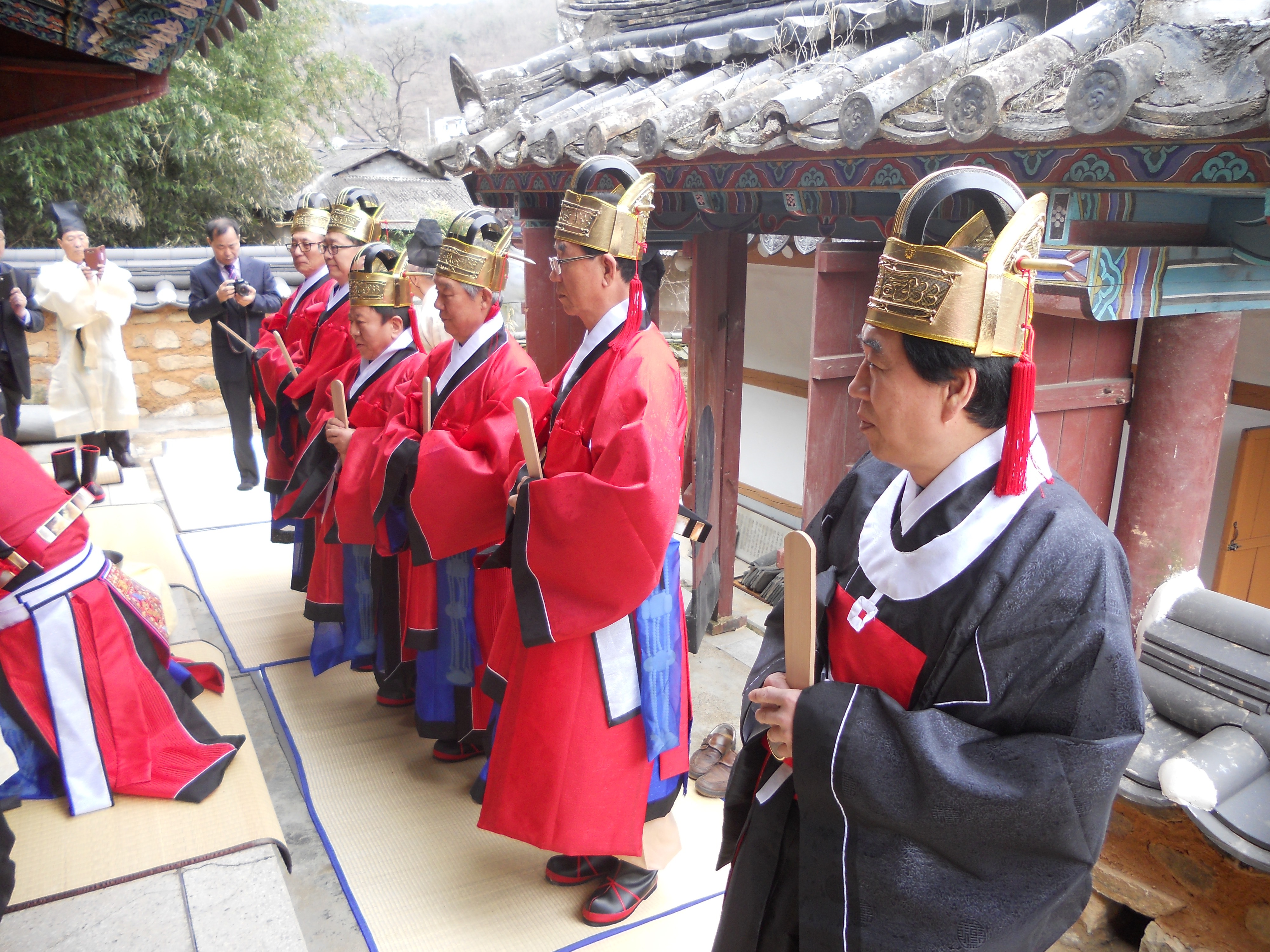

춘분대제(春分大祭)는 춘분(春文), 즉 발해의 창건자인 발해의 고왕을 추모하기 위해 매년 거행되는 제사를 가리킨다. 제사는 매년 대한민국 경산시에 위치한 발해마을에서 거행된다.

## 같이 보기
- 발해
- 고왕